# Patrick Magee
Patrick Magee, född 31 mars 1922 i Armagh, County Armagh, död 14 augusti 1982 i London, var en brittisk (nordirländsk) skådespelare. Magee var känd för sina samarbeten med Samuel Beckett och Harold Pinter, liksom hans framträdanden i skräckfilmer och i Stanley Kubricks filmer A Clockwork Orange och Barry Lyndon.

## Filmografi i urval
- 1964 – Skuggan av ett mord
- 1964 - Zulu
- 1970 - Cromwell
- 1971 - A Clockwork Orange
- 1975 - Barry Lyndon
- 1979 - Systrarna Brontë
- 1981 - Triumfens ögonblick
- 1981 – Ondskans värdshus